# ريكاردو كامبو
ريكاردو كامبو (بالإسبانية: Ricardo Campo)‏ هو متزحلق جبال الألب إسباني، ولد في 4 مارس 1969.

## وصلات خارجية
- ريكاردو كامبو على موقع أوليمبيديا (الإنجليزية)